# Вершино-Згарська сільська рада
Верши́но-Зга́рська сільська́ ра́да — адміністративно-територіальна одиниця та орган місцевого самоврядування у Драбівському районі Черкаської області. Адміністративний центр — село Вершина-Згарська.

## Загальні відомості
- Населення ради: 306 осіб (станом на 2001 рік)

## Населені пункти
Сільській раді були підпорядковані населені пункти:
- с. Вершина-Згарська

## Склад ради
Рада складалася з 12 депутатів та голови.
- Голова ради: Курятник Валентина Іванівна
- Секретар ради: Качкалда Тетяна Олександрівна

### Керівний склад попередніх скликань
| Прізвище, ім'я, по батькові | Основні відомості                                                         | Дата обрання | Дата звільнення |
| --------------------------- | ------------------------------------------------------------------------- | ------------ | --------------- |
| Курятник Валентина Іванівна | Сільський голова, 1965 року народження, освіта вища                       | 26.03.2006   | 31.10.2010      |
| Курятник Валентина Іванівна | Сільський голова, 1965 року народження, освіта вища, член Партії регіонів | 31.10.2010   |                 |

Примітка: таблиця складена за даними сайту Верховної Ради України

### Депутати
За результатами місцевих виборів 2010 року депутатами ради стали:

#### За суб'єктами висування
| Суб'єкт висування                                       | Кількість обраних депутатів | %    |
| ------------------------------------------------------- | --------------------------- | ---- |
| Самовисування                                           | 8                           | 66,7 |
| Політична партія Всеукраїнське об'єднання «Батьківщина» | 4                           | 33,3 |

#### За округами
| № округу                                                | Прізвище, ім'я, по батькові   | Дата визнання обраним | Освіта             | Партійна приналежність                        | Відомості про обраного депутата      |
| ------------------------------------------------------- | ----------------------------- | --------------------- | ------------------ | --------------------------------------------- | ------------------------------------ |
| Політична партія Всеукраїнське об'єднання «Батьківщина» |                               |                       |                    |                                               |                                      |
| 3                                                       | Гривенко Віктор Миколайович   | 01.11.2010            | середня            | член Всеукраїнського об'єднання «Батьківщина» | тимчасово не працює                  |
| 4                                                       | Божко Надія Олексіївна        | 01.11.2010            | вища               | член Всеукраїнського об'єднання «Батьківщина» | Сільська бібліотека, зав бібліотекою |
| 10                                                      | Сіпко Григорій Володимирович  | 01.11.2010            | вища               | член Всеукраїнського об'єднання «Батьківщина» | Черкаси птиця, електрик              |
| 12                                                      | Сіпко Сергій Миколайович      | 01.11.2010            | середня спеціальна | член Всеукраїнського об'єднання «Батьківщина» | тимчасово не працює                  |
| Самовисування                                           |                               |                       |                    |                                               |                                      |
| 1                                                       | Качкалда Тетяна Олександрівна | 01.11.2010            | середня спеціальна | член Партії регіонів                          | сільська рада, секретар              |
| 2                                                       | Жулавська Тетяна Олексіївна   | 01.11.2010            | вища               | член Партії регіонів                          | СТОВ АФ «Колос», бухгалтер           |
| 5                                                       | Жало Тетяна Василівна         | 01.11.2010            | середня            | член Партії регіонів                          | тимчасово не працює                  |
| 6                                                       | Сіпко Надія Іванівна          | 01.11.2010            | вища               | член Партії регіонів                          | тимчасово не працює                  |
| 7                                                       | Косенко Тетяна Іванівна       | 01.11.2010            | вища               | член Партії регіонів                          | СТОВ АФ «Колос», гол. бухгалтер      |
| 8                                                       | Косенко Іван Григорович       | 01.11.2010            | вища               | член Партії регіонів                          | Сільська рада, бухгалтер             |
| 9                                                       | Скорик Ольга Василівна        | 01.11.2010            | середня            | член Партії регіонів                          | тимчасчово не працює                 |
| 11                                                      | Кир'ян Галина Петрівна        | 01.11.2010            | середня спеціальна | член Партії регіонів                          | одноосібник                          |